# Phare de Revengegrundet
Le phare de Revengegrundet (en suédois : Revengegrundets fyr) est un feu en mer situé devant Sandhamn, appartenant à la commune de 
Värmdö, dans le Comté de Stockholm (Suède).

## Histoire
Ce phare à caisson, construit en 1961 sur un banc de sable dans l'archipel de Stockholm, a remplacé le phare de Grönskär quand il a été désactivé de 1961 à 2000.
il porte le nom du navire anglais Revenge qui a sombré en cette zone en 1862. En 1968, il a été peint en rouge avec deux bandes noires et son soubassement est resté gris béton. il est télécommandé depuis la station de pilotage de Sandhamn et il est alimenté par des panneaux solaires.

## Description
Le phare  est une tour cylindrique en béton armé de 21 mètres de haut, avec une double galerie et une lanterne. Le phare est peint en rouge, le socle est gris. Il émet, à une hauteur focale de 20,5 mètres, deux longs éclats blanc, rouge et vert selon différents secteurs toutes les 18 secondes. Sa portée nominale est de 16,5 milles nautiques (environ 31 km).
Identifiant : ARLHS : SWE-321 ; SV-2863 - Amirauté : C6470 - NGA : 9060 .

## Caractéristique dufeu maritime
Fréquence : 8 secondes (W-R-V)
- Lumière : 3 secondes
- Obscurité : 3 secondes
- Lumière : 3 secondes
- Obscurité : 9 secondes

### Lien connexe
- Liste des phares de Suède